# 小山ゴルフクラブ
小山ゴルフクラブ（おやまゴルフクラブ）は、 栃木県小山市にあるゴルフ場である。

## 概要
1958年（昭和33年）、久保田鉄工株式会社の創業者・久保田権四郎の養子である久保田篤次郎が、栃木県小山市内の所有の農場33平方メートルと隣接の山林33万平方メートルを併せて、18ホールのゴルフ場を計画したことに始まる。久保田所有の農地は、思い川河畔の台地一帯は、明治時代は官林の一部で、明治後期に官林は須永元が入手し須永農場となった。1944年（昭和19年）、須永農場は久保田農場となった。
コース設計を株式会社大林組の間野貞吉に依頼したが、プロゴルファーの安田幸吉と久保田篤次郎の意見も盛り込まれた。保田幸吉は、中国から引き揚げ後、久保田農場で体を癒し、再起に備えたという。浅見緑蔵も、復員直後久保田農場にいたという。1960年（昭和35年）11月3日、コース造成工事が完成し、18ホール、パー72のゴルフ場が開場された。
コースの造成工事は、久保田鉄工の耕作機と地元農民の人海戦術によって行われた。芝張は横一列に並ぶ田植方式で進められた。アウトコースは、旧久保田庭園を保存したままレイアウトされ、特に7番ホールは35本の桜並木は見事で「その桜吹雪の下でプレーしたい」と願ってプロになった金子良平は、人生の殆どを小山ゴルフクラブで過ごした。

## 所在地
〒323-0014 栃木県小山市大字喜沢1140番地

## コース情報
- 開場日 - 1960年11月3日
- 設計者 - 間野 貞吉
- 面積 - 750,000m2（約22.6万坪）
- コースタイプ - 林間コース
- コース - 18ホールズ、パー72、6,639ヤード、コースレート71.9
- フェアウェー - コウライ
- ラフ - ノシバ
- グリーン - 2グリーン、ベント、コウライ
- ハザード - バンカー33、池が絡むホール2
- ラウンドスタイル - 完全休業日 1月・2月・8月設定、毎週月曜日セルフ営業日
- 練習場 - 10打席220ヤード
- 休場日 - 毎週月曜日、12月31日、1月1日[2][3]

## クラブ情報
- ハウス面積 - 1,721m2（520.6坪）
- ハウス設計 - 高木 秀寛
- ハウス施工 - 株式会社 大林組[2][3]

## ギャラリー
- コース - 「小山ゴルフクラブ」、コース案内、2021年6月4日閲覧
- ハウス - 「小山ゴルフクラブ」、クラブ概要、2021年5月4日閲覧

## 交通アクセス
- 鉄道（JR東日本） - 東北新幹線・東北本線・水戸線・両毛線 - 小山駅より クラブバス利用約10分[4]
- 道路 - 北関東自動車道 - 佐野藤岡ICより 24Km[4]

## エピソード
- 桜並木の桜も時とともに枯れる、硬いボールが当たると、桜は、涙のようにヤニを流して枯れる。金子良平は、桜にボールが当てたものは2ペナだと怒りの提案をした[1]。

## 関連文献
- 『ゴルフ場ガイド 東版』、2006-2007、「小山ゴルフクラブ」、東京 ゴルフダイジェスト社、2006年5月、2021年6月4日閲覧
- 『美しい日本のゴルフコース BEAUTIFUL GOLF CULTURE IN JAPAN 日本のゴルフ110年記念 ゴルフは日本の新しい伝統文化である』、ゴルフダイジェスト社「美しい日本のゴルフコース」編纂委員会編、「日本庭園から造成されたコ－スには春、千本桜の花吹雪が舞う」、東京 ゴルフダイジェスト社、2013年12月、2021年6月4日閲覧